# Kleine Scheidegg

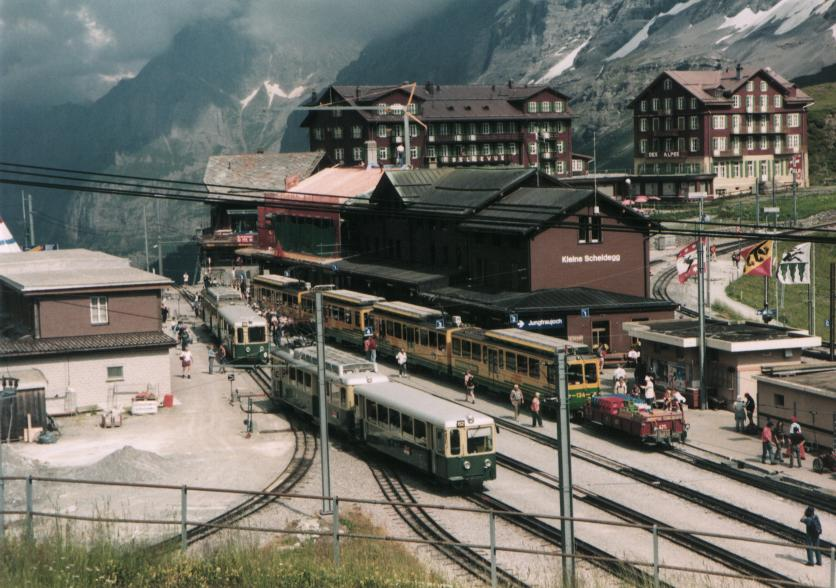
A vasútállomás

A Kleine Scheidegg (2061 m)  hágó Svájcban, az Eiger és a Lauberhorn között, a Berni-felvidéken. Grindelwaldot köti össze Lauterbrunnennel, és a Lütschine folyó két ágának vízgyűjtő területét választja el.
Kleine Scheideggen szállodák, illetve két fogaskerekű vasútvonal állomása található. A Wengernalpbahn Lauterbrunnenből vezet Wengenen és Kleine Scheideggen át Grindelwaldba, míg a Jungfraubahn innen indul az Eiger és a Mönch gyomrába fúrt alagúton át a Jungfraujochra.
Télen Männlichennel együtt egy kiterjedt síterep magját alkotja. 1993 óta minden évben az Interlakenből induló Jungfrau-maraton célpontja.